# Bartolomějovo evangelium
Bartolomějovo evangelium je raný apokryf, tradičně připsaný apoštolu Bartolomějovi. Jeho skutečný autor není znám.

## Původ
Již církevní otcové a další raní křesťanští spisovatelé se zmiňovali o neznámém Bartolomějově evangeliu. Až do moderní doby o něm však nebylo moc známo.
První zlomky Bartolomějova evangelia byly zveřejněny v koptsko-sahidském překladu v roce 1835. V roce 1891 byly zveřejněny další části koptského překladu, ale byly považovány za části Adamovy či Mojžíšovy. Později byly objeveny také fragmenty slovanského překladu v jednom rukopisu v Petrohradě a vídeňské dvorní knihovně. Další části byly nalezeny v řeckém jazyce v klášteře sv. Sáby a uloženy v pravoslavné knihovně v Jeruzalémě. Existují latinské zlomky ve vatikánské knihovně, které zmínil už kardinál Angelo Mai.

### Verze
Při bližším zkoumání bylo zjištěno, že řecko-slovansko-latinská verze se částečně odlišuje od verze koptské. Badatelé také došli k závěrům, že slovanská verze byla přeložena z řeckého textu.

## Části
Bartolomějovo evangelium obsahuje několik na sobě nezávislých příběhových částí.

### Kristus v podsvětí
Bartolomějovo evangelium začíná tím, že se Bartoloměj zeptá Ježíše, kam odešel jeho duch po smrti na kříži. Kristus poté vypráví o tom, jak odešel do podsvětí a dokonce i pekla, aby osvobodil spravedlivé duchy mrtvých a otevřel jim vstup do ráje a ke vzkříšení.

### Početí Panny Marie
Když byli apoštolové s Pannou Marií sami, zeptali se jí na skutečné mystérium Kristova početí. Marie jim o tom začala vyprávět, ale sám Ježíš musel přiběhnout a zacpat jí ústa. Kdyby se svět dozvěděl všechny detaily jeho početí, mohlo by to podle Bartolomějova evangelia zničit celý svět.

### Vidění pekla
Apoštolové žádali na hoře Moria Ježíše Krista, aby směli na okamžik zahlédnout peklo (doslova "propast"). V tom okamžiku se rozevřela země a oni spatřili nekonečný oheň a zkázu. Ježíš musel vidění opět ukončit, aby apoštolové tento pohled na temnotu přežili.